# Panama
Panama (pron. /ˈpanama/; desuete le grafie Panamá e Panamà, che si rifacevano alla pronuncia in spagnolo: Panamá /panaˈma/), ufficialmente Repubblica di Panama (República de Panamá), è uno Stato dell'America centrale, situato nella parte più stretta della regione istmica. Confina a nord con il Mar delle Antille, a est con la Colombia, a sud con l'Oceano Pacifico e a ovest e nord-ovest con la Costa Rica. Si estende per 75517 km² e ha una popolazione, nel 2013, di 3 661 868 abitanti. La capitale è Panama, città che conta quasi 900 000 abitanti.
Panama è una repubblica presidenziale; l'attuale capo di Stato e del governo è José Raúl Mulino. La lingua ufficiale è lo spagnolo; nelle province di Bocas del Toro e di Colón si parla anche il wari wari, un miscuglio d'inglese e spagnolo tipico dei paesi Caraibici. Nelle comarche indigene di Emberá-Wounaan, Kuna Yala e Ngöbe-Buglé si parlano le lingue indigene.

## Storia

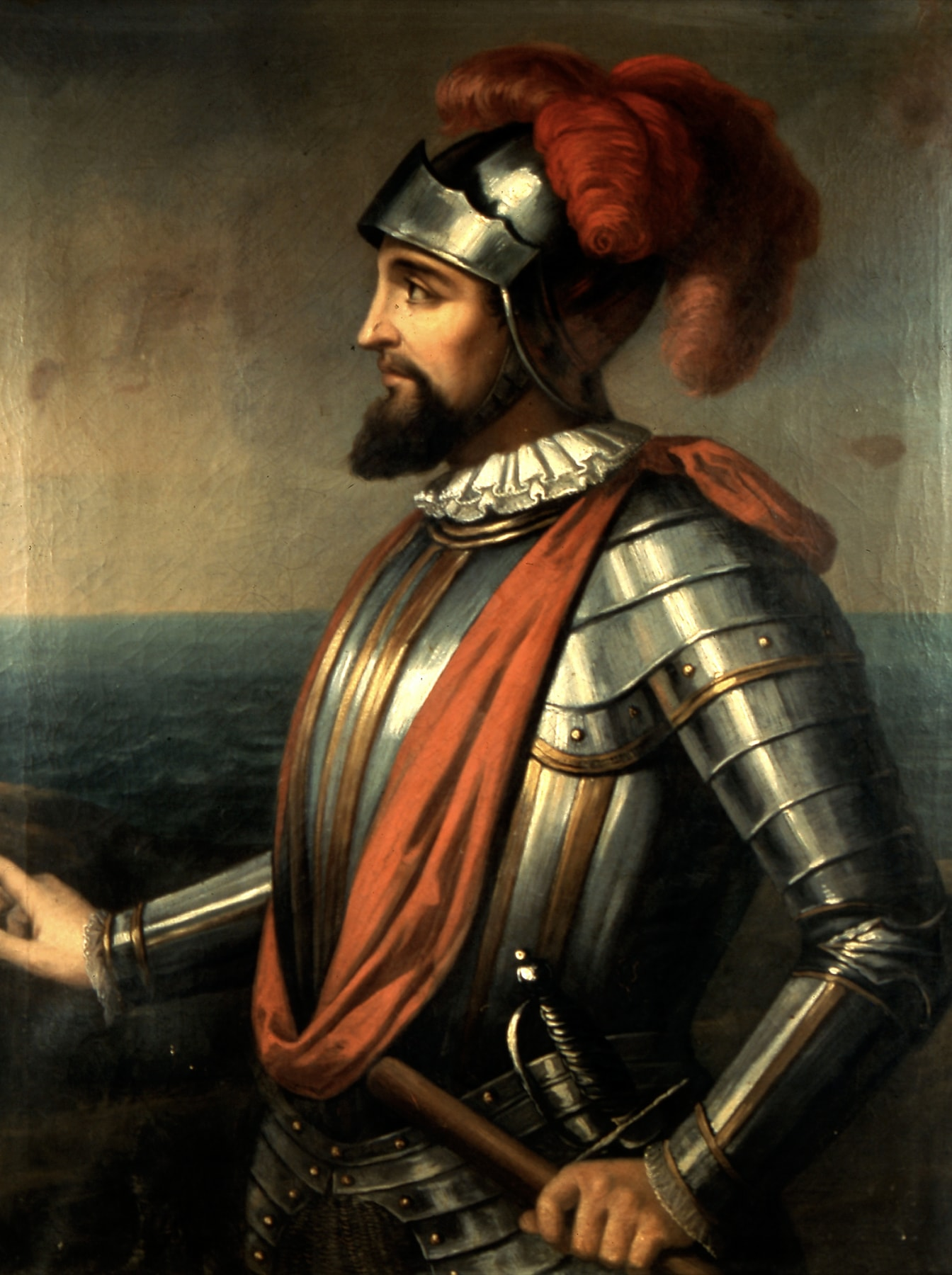
Vasco Núñez de Balboa.

Le coste di Panama furono esplorate per la prima volta da Cristoforo Colombo nel 1502 quando, nel corso del suo quarto viaggio, il navigatore si trovava alla ricerca di un passaggio che mettesse in comunicazione l'Oceano Atlantico con l'Oceano Pacifico (da lui ritenuto essere l'Oceano Indiano). Colombo ebbe netta la sensazione di trovarsi vicino a un istmo, anche perché gli indigeni confermarono che al di là, oltre le montagne, c'era mare. Tuttavia, fu solo undici anni dopo che Vasco Núñez de Balboa riuscì ad attraversare a piedi l'istmo, avvistando l'Oceano Pacifico (un monumento in ricordo dello scopritore si trova a Panama su Avenida Balboa). Successivamente, la regione divenne una colonia dell'Impero spagnolo.
«Nel 1515 gli spagnoli Diego de Albitas e Tello de Guzmán arrivarono a un povero villaggio di pescatori, fatto di poche capanne, chiamato Panamá, che nell'idioma indigeno significava abbondanza di pesce. (...) Il 15 agosto 1519 Gaspar de Espinosa fondò, sulla sinistra del fiumiciattolo Algarrobo, il vero villaggio di Panamá che appena due anni più tardi venne dichiarato città dall'imperatore Carlo V».
Nel 1821, sotto la direzione dell'allora colonnello José Fábrega, Panama dichiarò la propria indipendenza dalla Spagna e si unì alla Repubblica di Colombia (la Grande Colombia di Simón Bolívar). Quando questa si dissolse nel 1830, Panama rimase parte dello Stato della Colombia. Intanto, tra il 1850 e il 1855, venne costruita la prima ferrovia transcontinentale americana, la Panama Railway.
La Repubblica di Panama nasce da un contenzioso economico scaturito tra gli Stati Uniti e la Colombia, nazione che possedeva i territori panamensi prima del 1903.
In seguito al desiderio del presidente statunitense Roosevelt di aprire un canale che collegasse l'Atlantico al Pacifico, e in seguito al rifiuto da parte della Colombia di concedere la gestione dell'istmo a un consorzio nordamericano, gli Stati Uniti inviarono nel territorio panamense la nave da guerra Nashville, che conquistò facilmente il territorio. Il 3 novembre 1903, la Repubblica di Panama dichiarò la propria indipendenza dalla Colombia. Il presidente del consiglio municipale Demetrio H. Brid, la più alta autorità all'epoca, divenne Presidente de facto e nominò il 4 novembre un governo provvisorio a dirigere gli affari della nuova repubblica. Gli Stati Uniti, primo Stato a riconoscere la nuova repubblica, inviarono l'esercito a difenderne gli interessi economici legati al canale. L'Assemblea Costituente del 1904 elesse Manuel Amador Guerrero, importante membro del partito dei Conservatori, primo presidente costituzionale della Repubblica di Panama.
Nel dicembre del 1903, rappresentanti della repubblica firmarono il trattato Hay-Bunau Varilla con gli Stati Uniti, che garantì il diritto a questi ultimi di costruire e amministrare indefinitamente il canale di Panama, che sarebbe stato aperto nel 1914. Il trattato generò un contenzioso diplomatico tra i due paesi, che raggiunse il punto critico nelle rivolte del Giorno dei Martiri (9 gennaio 1964). Nel 1977 la firma dei trattati Torrijos-Carter pose fine al contenzioso.
L'intento originale dei padri fondatori era di portare pace e armonia tra i due maggiori partiti, i Conservatori e i Liberali. Il governo panamense attraversò comunque periodi di instabilità e corruzione e, in vari momenti della sua storia, il mandato di un presidente eletto terminò prematuramente. Nel 1968 un golpe rovesciò il governo del recentemente eletto Arnulfo Arias Madrid. Il generale Omar Torrijos riuscì ad assumere un forte ruolo di potere all'interno della giunta militare a capo del Paese e, in seguito, a imporsi in modo autocratico fino al giorno della sua morte, avvenuta in un incidente aereo nel 1981.
Dopo la morte di Torrijos, il potere passò nelle mani del generale Manuel Noriega, precedentemente a capo della polizia segreta panamense ed ex-informatore della CIA. Gli Stati Uniti rivolsero a Noriega l'accusa di traffico internazionale di droga e il 20 dicembre 1989 ventisettemila soldati statunitensi invasero Panama, con l'intenzione di rimuovere Noriega. Poche ore dopo l'avvio dell'operazione Just Cause, in una cerimonia che ebbe luogo all'interno della base militare statunitense nella precedente Zona del Canale di Panama, Guillermo Endara (vincitore nelle elezioni del maggio 1989) prestò giuramento come nuovo presidente di Panama.
Dieci anni dopo l'invasione, l'amministrazione del canale tornò sotto il controllo panamense, in accordo con la tempistica stabilita nei trattati Torrijos-Carter. Dopo l'invasione, Noriega trovò asilo presso la missione diplomatica della Santa Sede, rappresentata a Panama da mons. José S. Laboa. Noriega si arrese ai militari statunitensi dopo che erano state diffuse voci che la folla era pronta ad assaltare la nunziatura apostolica e a linciarlo. Condotto in Florida, ne fu richiesta formalmente l'estradizione e fu processato. Pochi giorni prima della scarcerazione, alla fine di agosto 2007, il giudice statunitense William Turnoff ha concesso il via libera all'estradizione in Francia dell'ex dittatore, che deve scontare un'ulteriore condanna del tribunale francese, respingendo così la richiesta degli avvocati di Noriega di permettergli il ritorno a Panama.
In ottemperanza ai trattati Torrijos-Carter, gli Stati Uniti hanno restituito tutto il territorio del canale a Panama il 31 dicembre 1999, ma si sono riservati il diritto di intervenire militarmente nell'interesse della sicurezza nazionale.
Nel 2006 la popolazione di Panama con un referendum ha approvato l'espansione del Canale di Panama, in modo da incrementare il numero di navi in transito.
La politica a Panama si muove sulla struttura di una repubblica democratica e presidenziale. Il presidente della Repubblica è sia capo di Stato sia capo del governo. Il sistema politico è multipartitico. Il potere esecutivo è esercitato dal governo. Il potere legislativo è assegnato sia al governo sia all'Assemblea Nazionale. La magistratura è indipendente sia dal potere esecutivo sia da quello legislativo.

## Geografia

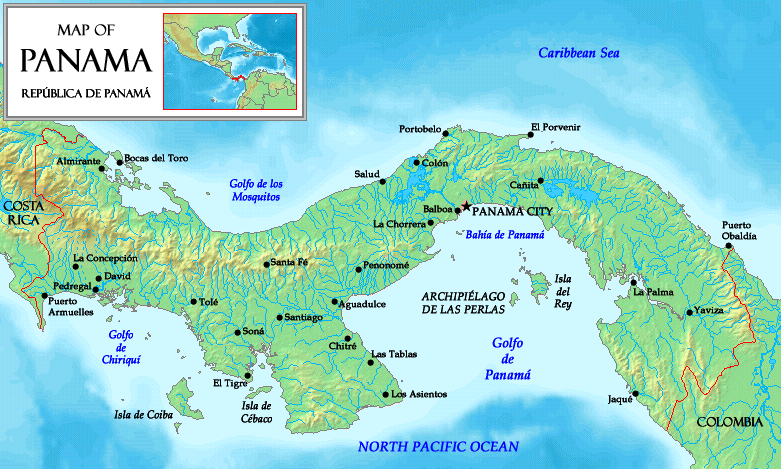
Cartina fisica di Panama

Il confine tra l'America settentrionale, comprensiva della porzione comunemente indicata come America centrale, e l'America meridionale generalmente viene posto lungo l'istmo di Panama, circostanza questa che rende Panama un Paese transcontinentale in quanto posto a cavallo tra i due continenti.
Il punto più elevato del paese è la cima del vulcano Barù (3 474 metri), una montagna appartenente alla cordigliera di Talamanca e situata non lontano dal confine con la Costa Rica.
Il paesaggio di Panama è caratterizzato da una miscela di montagne, foreste pluviali tropicali e una costa che si estende per oltre 2.490 chilometri (1.547 miglia) attraverso il Mar dei Caraibi e l'Oceano Pacifico. Il punto più alto del paese, il Volcán Barú, si erge a 3.475 m (11.400 piedi), mentre l'ampio Gap del Darién a est offre una delle esperienze di foresta pluviale più incontaminate al mondo. Panama vanta 480 fiumi, la maggior parte dei quali ha origine come torrenti nelle terre alte, compresi i più importanti, il Río Chepo e il Río Charges, utilizzati per produrre energia idroelettrica. Ci sono 1.518 isole vicino alla costa di Panama. I due principali gruppi sono l'arcipelago di San Blas e l'arcipelago di Bocas del Toro.

### Clima
Il clima è assimilabile a grandi linee a quello dei Caraibi, con numerosi spunti equatoriali soprattutto lungo la costa caraibica e decisamente meno lungo la costa pacifica con l'eccezione della parte più meridionale del paese, una stagione "secca" molto calda e temperature massime sempre sui 33-35 °C, con una percepibile percentuale di umidità relativa ma anche buona ventilazione; la stagione umida o delle piogge dura da aprile a novembre (in alcune zone è coinvolto anche tutto dicembre) ed è molto afosa, con temperature medie massime diurne tendenzialmente tra i 29 e i 31 gradi (talvolta leggermente più miti), piogge giornaliere costanti e forte umidità relativa (il minimo valore diurno medio attorno al 65%). Ovunque nel paese le temperature minime giornaliere raramente scendono poco sotto i 20 °C al livello del mare fino alle zone di bassa collina.

### Demografia

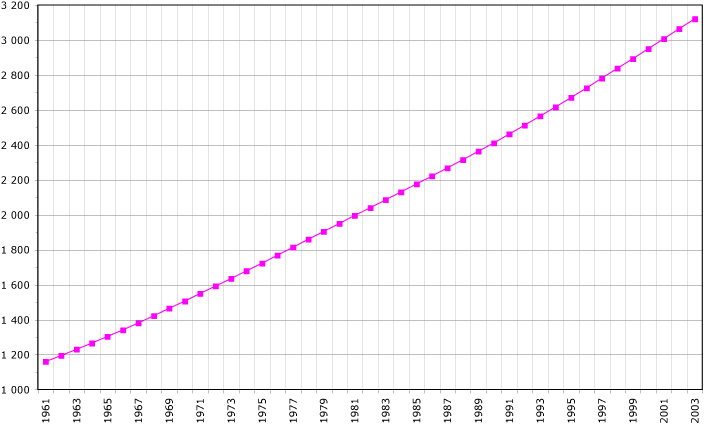
Evoluzione demografica di Panama - Fonte FAO, 2005

## Popolazione

### Etnie
Panama è un Paese di immigrazione composto per la maggior parte (65%) della popolazione da meticci. Per via della immigrazione di origine africana e giamaicana, il 14% è composto da discendenti di neri, mulatti o zambo. Il 10% è composto da discendenti di europei e americani (di Stati Uniti, Costa Rica, Italia, Inghilterra, Canada, Francia, Spagna e Venezuela). L'immigrazione di origine asiatica (cinese, indiana, giapponese, coreano, taiwanese, ecc.) ha contribuito alla composizione etnica del Paese, e quasi il 4% della popolazione è discendente da asiatici. Il 7% della popolazione è nativo (Dule, Bugle, Ngäbe, Bribri, Teribe, Wounan, Emberá).

### Religione
Le seguenti percentuali sono i dati secondo uno studio mondiale riguardo all'affiliazione religiosa per Paese, realizzato da Pew Research Religion & Public Life Project:
- 93% cristiani
  - 75,3% cattolici
  - 16,4% protestanti
  - 1,3% altri cristiani
- 2,1% altre religioni
- 4,8% non affiliati (credenti senza affiliazione, agnostici, atei)

### Lingue
La lingua ufficiale è lo spagnolo ma, a causa della presenza di immigrati, ci sono minoranze significative di inglese, italiano, cinese, arabo, ecc. Nelle cinque regioni indigene del paese si parlano anche lingue amerinde e afro-caraibiche.

## Ordinamento dello Stato

### Suddivisione amministrativa

Cartina di Panama con indicazione delle nove province e delle tre comarcas indígenas (regioni indigene)

Panama è diviso in nove province (provincias) e tre regioni indigene con status di provincia chiamate in spagnolo comarcas indígenas (abbreviato spesso in comarcas).
Vi sono inoltre altre due comarcas all'interno delle province che sono considerate equivalenti a un corregimiento (comune).
Le province (fra parentesi il capoluogo) sono:
1. Bocas del Toro (Bocas del Toro)
2. Chiriquí (David)
3. Coclé (Penonomé)
4. Colón (Colón)
5. Darién (La Palma)
6. Herrera (Chitré)
7. Los Santos (Las Tablas)
8. Panama (Panama)
9. Veraguas (Santiago de Veraguas)

Le tre comarche indigene sono:
1. Emberà-Wounaan (Union Choco)
2. Kuna Yala (El Porvenir)
3. Ngöbe-Buglé (Chichica)

Le due zone autonome indigene sub-provinciali della comarca di Kuna Yala sono:
1. Kuna de Madugandí (Akua Yala)
2. Kuna de Wargandí (Nurra)

Le province e alcune comarche sono suddivise in distretti (distritos), a loro volta suddivisi in corregimientos.

### Costituzione
La Costituzione di Panama (Constitución de Panamá) risale all'11 ottobre 1972.

## Istruzione

### Università
L'Università di Panamá è stata fondata nel 1935.

## Economia
Il tasso di disoccupazione (al 2,1%) di Panama è il più basso dell'America centrale (quello più alto risulta essere quello del Belize); la maggior parte della disoccupazione è relativa a Indios che vivono nelle riserve. Il 27% della popolazione del paese vive in povertà. Tuttavia, l'economia panamense è cresciuta dell'8% nel 2006 e, per la prima volta negli ultimi dieci anni, il settore pubblico ha chiuso il 2006 con un surplus commerciale di 88 milioni di dollari. La crescita del prodotto interno lordo nazionale è continuata con un più 11,5% nel 2007 e un più 9,2% nel 2008. L'aumento del PIL ha rallentato nel 2009 a causa della recessione globale (pur chiudendo l'anno in positivo con un più 2,5%), ma la Commissione economica per l'America Latina e i Caraibi (ECLAC) dell'ONU prevede una crescita del 5% nel 2010.
L'economia panamense è basata sul terziario, fortemente influenzata dal settore bancario, dal commercio e dal turismo, principalmente a causa della sua posizione geografica. Il trasferimento del Canale e delle installazioni militari, precedentemente nelle mani degli Stati Uniti, ha dato origine alla costruzione di nuovi progetti. L'amministrazione di Martín Torrijos ha intrapreso controverse riforme strutturali, ovvero una riforma fiscale e una più difficile riforma sociale. Inoltre, il 22 ottobre 2006 la costruzione di un terzo gruppo di chiuse per il Canale di Panama è stata approvata da un referendum popolare (sebbene la percentuale di votanti rispetto agli aventi diritto non fosse molto alta). È stato stimato che occorreranno 5,25 miliardi di dollari per la realizzazione del progetto.
La moneta ufficiale panamense è il balboa, il cui valore è sempre stato legato a quello del dollaro, con il quale ha un cambio 1:1. Nel paese sono utilizzate le banconote statunitensi, perché il balboa cartaceo non esiste: si possono trovare solamente le monete da 1 balboa, 50, 25, 10, 5 e 1 centesimi. Panama è uno dei tre Paesi della regione ad aver dollarizzato la propria economia. Gli altri sono l'Ecuador ed El Salvador.
Nel 2011 è stata coniata una nuova moneta del valore di un balboa che riporta l'effigie di Vasco Nuñez de Balboa.
Per la bassa imposizione fiscale attuata e, in particolare, per l'assenza di norme e misure restrittive di controllo sul versante delle transazioni finanziarie, Panama è annoverata tra i cosiddetti "paradisi fiscali". Infatti unitamente alle Filippine, Isole Cook, Liberia, Isole Marshall, Montserrat, Nauru, Niue, Belize, Vanuatu, Brunei, Costa Rica, Guatemala e Uruguay fa parte delle 14 giurisdizioni che, in base all'ultimo rapporto del giugno 2010 dell'Organizzazione con sede a Parigi, ancora figurano nella cosiddetta lista grigia dell'OCSE sotto la voce tax haven e centri finanziari.
Dal punto di vista commerciale Panama ha sviluppato diverse coltivazioni agricole, per il consumo interno, ma che sono anche importanti voci della esportazione: banane, riso, mais, caffè, canna da zucchero. Di rilievo è l'allevamento, commercializzazione, e la esportazione di gamberi.
Il Paese è interamente attraversato dalla strada Panamericana.
Il settore agricolo rappresentava nel 2011 il 4,3% del PIL nazionale, mentre l'industria il 16,6%, secondo i dati del CIA World Factbook.

### Il sistema fiscale
Il sistema fiscale di Panama è di tipo territoriale, quindi i titolari di società panamensi che operano esclusivamente fuori dallo stato non sono tenuti a pagare imposte o tenere contabilità: solo se la società ha rapporti economici con persone o enti di Panama, lo Stato applica le imposte sugli utili percepiti in loco.
Panama risulta essere dopo Hong Kong la seconda meta al mondo per numero di aperture di società offshore anonime. 
Estremamente sviluppato risulta essere il settore dei servizi legali: molti dei maggiori studi legali a livello mondiale hanno sede a Panama.
Panama applica il sistema fiscale territoriale in cui cittadini, residenti e non residenti sono tassati solo sul reddito generato a Panama. Il reddito proveniente da fonti estere non è soggetto a tassazione a Panama. Ciò ha reso Panama una destinazione attraente per gli espatriati che cercano condizioni fiscali favorevoli. Il sistema fiscale territoriale si applica anche alle società, costituendo un vantaggio significativo per le multinazionali che generano reddito al di fuori di Panama.

### I "Panama Papers"
Nell'aprile 2016 Panama è protagonista di una fuga di informazioni confidenziali provenienti dagli archivi informatici dello studio Mossack Fonseca, il più grande studio legale del mondo operante da Panama, riguardanti i titolari di società offshore panamensi, tra cui note personalità (politici, imprenditori, sportivi, attori) di tutto il mondo. Benché le attività rivelate non costituiscano un'infrazione della legislazione locale, possono costituire un illecito nei paesi di residenza fiscale dei titolari di tali società offshore.

## Sport

### Baseball
Il baseball è lo sport più popolare ed è considerato lo "sport nazionale". Parecchi giocatori panamensi hanno giocato nella Major League Baseball degli Stati Uniti, come ad esempio Humberto Robinson, primo panamense al debutto in MLB; Rod Carew, membro della Hall of Fame, e Mariano Rivera.

### Pallacanestro
Anche la pallacanestro è molto popolare, soprattutto nelle città di Panama e Colon. Si sono messi in luce giocatori come Rolando Blackman.

### Pugilato
Il pugilato è una delle discipline più praticate in tutto il territorio, e una delle leggende di questo sport è Roberto Durán, campione del mondo in quattro diverse categorie di peso.

### Calcio
Il calcio, che per gran parte del XX secolo è stato uno sport minore, è cresciuto notevolmente ed è diventato molto popolare grazie ai successi di giocatori famosi, come Luis Ernesto Tapia, Armando Dely Valdes, Rommel Fernández e Julio César Dely Valdés; attualmente spiccano figure come Jaime Penedo, Román Torres, Felipe Baloy, Blas Pérez, Luis Tejada, Gabriel Torres e Harold Cummings.
La nazionale di calcio di Panama si è qualificata per la prima volta per la fase finale della Coppa del mondo in occasione delle eliminatorie di Russia 2018. Nel corso del torneo in Russia, il 24 giugno 2018 il giocatore e capitano Baloy, all'età di 37 anni, ha segnato contro l'Inghilterra il primo goal in assoluto della nazionale panamense in una fase finale dei mondiali.

### Atletica
L'atletica è un'altra disciplina popolare nella Città di Panama e nella provincia di Colon; l'unica medaglia d'oro olimpica di Panama (Pechino 2008) è nativa di quella provincia; Irving Saladino, uno dei migliori saltatori in lungo del mondo, oro mondiale ai Campionati del mondo di atletica leggera 2007 a Osaka. Un altro atleta eccezionale è Alonso Edward, runner-up dei 200 metri ai Mondiali di Berlino 2009, ed è il detentore del record continentale.
Lo stadio nazionale del paese ha adottato il nome del giocatore Rommel Fernández, quando morì in Spagna nel 1993, vittima di un incidente stradale.

### Giochi olimpici
La prima medaglia di Panama ai Giochi olimpici fu la medaglia di bronzo vinta da Lloyd LaBeach, nell'atletica leggera (100 metri piani maschili), ai Giochi olimpici di Londra 1948. La prima medaglia d'oro per Panama fu vinta invece da Irving Saladino, nel salto in lungo, ai Giochi olimpici di Pechino 2008.

## Cultura

### Letteratura

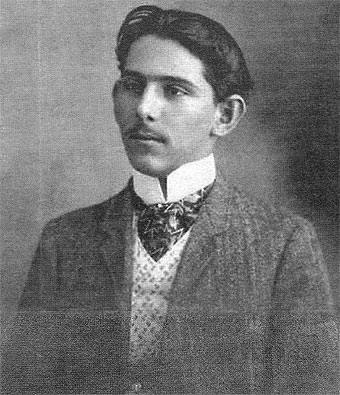
Ricardo Miró.

Nel XX secolo, nel contesto di una letteratura panamense, si distinse la figura di Ricardo Miró, importante poeta panamense, la cui poesia Patria (1909), esprime i sentimenti del popolo panamense in seguito all'indipendenza del 1903. E a cui è stato dedicato il Premio Ricardo Miró (o Concurso Nacional de Literatura Ricardo Miró), come alto riconoscimento letterario panamense.

### Musica
Un tipo di danza folcloristica di origini culturali panamensi è rappresentato dal tamborito.
Nell'ambito musicale panamense nel XX secolo ricordiamo Rubén Blades, che per ben sette volte si è aggiudicato il Grammy Award e, nel XXI secolo, Sech, cantante e produttore discografico, la cui musica si basa sul genere urbano/reggaeton.

### Cinema
Nel 2021 un film panamense Plaza Catedral diretto dal regista Abner Benaim è entrato nella Short-list dei nove candidati per l'Oscar al miglior film straniero.

### Patrimoni dell'umanità
Il ricco patrimonio culturale di Panama è testimoniato anche dalla presenza di diversi siti iscritti nella lista dei patrimoni dell'umanità dell'UNESCO.

### Tecnologia
- 15 agosto 1914: apertura al traffico del Canale di Panama

### Missioni spaziali
- 31 maggio 2025: Jaime Alemán è il primo panamense nello spazio [16]

## Tradizioni

### Gastronomia
Tra i piatti più importanti della cucina panamense spicca, in particolare, il sancocho, considerato il piatto nazionale di Panama

### Festività
- 9 gennaio - Giorno dei Martiri

In ricordo delle rivolte scoppiate il 9 gennaio 1964, quando una folla ostile tentò di entrare nella Zona del Canale in protesta contro quello che venne percepito come un attacco della Polizia della Zona del Canale (statunitense) contro una dimostrazione studentesca (panamense). Le rivolte infatti incominciarono dopo che una bandiera panamense fu lacerata da soldati della Polizia durante una manifestazione studentesca che rivendicava il diritto di issare la bandiera panamense accanto a quella statunitense. Alcune unità dell'Esercito degli Stati Uniti vennero coinvolte nel tentativo di sedare la rivolta dopo che la Polizia era stata sopraffatta. Dopo tre giorni di combattimento, rimasero uccisi 22 Panamensi e 4 soldati statunitensi.
- 3 novembre - Dia de la Separación: Indipendenza dalla Colombia: Panama si separa dalla Colombia, nel 1903, e nasce come Stato indipendente
- 4 novembre - Giorno della Bandiera Nazionale

Questi due giorni nel mese di novembre hanno il significato di festa e di orgoglio panamense. Il 3 novembre si svolgono diverse manifestazioni con le scuole pubbliche e private che sfilano nei vari capoluoghi di provincia con musiche e dimostrazioni di allegria e orgoglio per il loro Paese. Il 4 novembre è il Giorno della Bandiera: si dimostra il rispetto e l'orgoglio per la patria giurando fedeltà davanti alla Bandiera, gesto compiuto in particolare dalle forze di Polizia (l'esercito è stato sciolto), dal Presidente della Repubblica e dalle scuole.
- 28 novembre - si celebra l'indipendenza dalla Spagna, nel 1821
- 11 ottobre - El dia del Mundial

L'11 ottobre 2017 Panama conquista la sua prima qualificazione alla fase finale di una Coppa del Mondo FIFA grazie a un gol all'88' di Román Torres. Il presidente Juan Carlos Varela, all'indomani, dichiara l'11 ottobre festa nazionale.

### Ricorrenze
- 1º dicembre: si celebra il Día del Maestro in onore alla data di nascita del pioniere dell'educazione Manuel José Hurtado[18].